# Steve Irwin
Stephen Robert Irwin (bedre kendt som Steve Irwin eller krokodillejægeren) (22. februar 1962 – 4. september 2006) var en kendt australsk dyreforkæmper. Han var mest kendt for sine naturudsendelser "The Crocodile Hunter" på bl.a. Animal Planet og Discovery Channel. Han drev en australsk zoologisk have i Beerwah i Queensland sammen med sin kone Terri Irwin. 
Steve blev født i Essendon, som er en forstad i udkanten af Melbourne, Victorias hovedstad. Som barn flyttede han med sine forældre til Queensland. Forældrene, Bob og Lyn, drev en lille park med krybdyr i Queensland – Queensland Reptile and Fauna Park – hvor Steve voksede op, omgivet af krokodiller og andre krybdyr. Han blev krokodillefanger og fjernede krokodiller fra befolkede områder, hvilket han gjorde gratis, hvis han til gengæld måtte beholde dem til parken. Som barn havde han en ubehagelig oplevelse med en ara, hvilket gjorde, at han gennem livet havde en frygt for papegøjer.
Steve Irwin døde den 4. september 2006 efter at være blevet stukket i brystet af en giftig pilrokke, mens han var i gang med optagelserne til en undervandsdokumentar ud for Australiens nordøstkyst. Ulykken skete omkring kl. 2, dansk tid, og da lægerne ankom var han allerede død. Han efterlod sig en kone og to børn på otte og tre år. Steve Irwin blev bisat 10. september 2006 i Australia Zoo. Filmen der viser hans dødskamp mod pilrokken er blevet ødelagt, efter aftale med hans efterladte. Steve Irwin blev 44 år gammel.

## Steve Irwins karriere
I 1991 overtog Steve sine forældres park, som forinden var blevet omdøbt til "Australia Zoo", og i 1992 mødte han (i parken) Terri, som han senere giftede sig med. Ved deres bryllupsrejse blev der optaget en film, som senere blev til den første episode af serien Krokodillejægeren (The Crocodile Hunter), der blev en stor succes i Amerika. Under Steves lederskab blev foretagnet udvidet til at omfatte hans zoo og de to foreninger The Steve Irwin Conservation Foundation og International Crocodile Rescue. Desuden blev zooen udvidet med attraktioner som the Animal Planet Crocoseum, the rainforest aviary, og Tiger Temple.
I 2001 gæsteoptrådte Steve i filmen Dr. Dolittle 2. I 2002 var han med i sin første film, hvor han selv var hovedperson: The Crocodile Hunter: Collision Course. En film, som dog generelt blev modtaget negativt. I 2003 forlød det desuden, at Steve skulle være vært på et australsk talkshow, hvilket dog aldrig blev til noget. Tv-stationen Animal Planet, som stod for produktionen af Steves tv-show, afsluttede serien med et afsnit kaldet "Steves sidste eventyr" (Steve's Last Adventure). Dette afsnit varede tre timer med optagelser af Steves verdensomspændende rejser, hvor han blandt andet besøgte Himalaya, floden Yangtze, Borneo og Kruger National Park,
Januar 2006 optrådte Steve i The Tonight Show med Jay Leno, hvor han proklamerede, at hans datter, Bindi Sue, skulle optræde i et tv-show, kaldet Jungle Girl, produceret af Discovery Kids. 

### Steve Irwin i medierne
Steve Irwin kan i høj grad siges at være en medie-personlighed. Irwin dyrkede således et billede af sig selv, som "prototypen" på en australier og brugte udpræget australsk slang (fx 'crikey', der omtrent betyder 'ih, du store') med en tyk, australsk accent. Hans umiddelbare entusiasme for farlige dyr og hans høje energiniveau kunne få ham til at fremstå som simpel, hvilket dannede grundlag fra kritik i begyndelsen af hans karriere. Han udtrykte selv skuffelse over kritik fra medierne og så den så funderet i, at man opfattede hans fremtoning som pinagtig.
Uanset hvordan man opfattede ham i Australien, var hans mediepersonlighed meget populær verden over og i særlig grad i USA – ikke mindst på grund af en anden international australsk succes; Paul Hogan som Crocodile Dundee i 1980'erne. Hans venner og familie gav ofte udtryk for, at han var for dem, hvad han var for resten af verden – større end livet selv.
På grund af hens særlige personlighed er der blevet lavet en række parodier af ham verden over; blandt  andet filmen Very Merry Muppet Christmas Movie, South Park og The Simpsons.
Selv i forhold til sin egen død udviste Irwin en sans for humor, der nærmest punkterer noget af alvoren bag hans død. Irwin udtalte engang, at "min vigtigste regel er, at kameraet altid skal køre. Selv hvis billedet ryster og er uskarpt, betyder det overhovedet ikke spor. Selv hvis en stor, gammel alligator æder mig, vil jeg råbe 'crikey', lige før jeg dør. Det ville være det ultimative".

#### South Park
To måneder efter hans død, blev Steve Irwin gjort til grin i kultserien South Park, episoden er Satan vært for en Halloweenfest med kendte afdøde personer. Blandt gæsterne er Steve Irwin, rapperen Notorious B.I.G, Adolf Hitler og prinsesse Diana. 
Under festen går Steve Irwin rundt med en pilrokke i brystet, men han bliver smidt ud fra festen af Satan, fordi han ikke er klædt ud.

### Dyreretsforkæmperen Steve Irwin
Irwin troede på, at han bedst formidlede budskabet om miljøets og dyrs rettigheder ved at dele ud af sin begejstring for naturen frem for at "prædike" for folk. Han var optaget af bevarelsen af truede dyrearter og bekæmpelsen af den fortsatte rydning af visse arters naturlige leveområder. Han mente, at dette var den vigtigste del af sit arbejde: "Jeg betragter mig selv som en forekæmper for den oprindelige natur. Min mission er at rede verdens truede dyrearter", udtalte han i et interview i 2003. Irwin opkøbte desuden store landområder i Australien, Vanuatu, Fiji og USA, som han selv beskrev som værende 'ligesom nationalparker' og understregede desuden vigtigheden af, at folk indså, at alle kan gøre en forskel.
Irwin grundlagde også Steve Irwin Conservation Foundation, som senere blev omdøbt til Wildlife Warriors Worldwide. Denne fungerer som en uafhængig velgørenhedsorganisation. Efter sin død blev han af lederen af dyreretsforeningen RSPCA Australia (Royal Society for the Prevention of Cruelty to Animals Australia) kaldt en "moderne Noa", og den britiske professor og miljøkonsulent David Bellamy roste hans medfødte evner som historiefortæller og medieperson. Irwin opdagede i øvrigt en ny art skildpadde, som i dag bærer hans navn – Elseya irwini – som betyder "Irwins skildpadde". Irwin hjalp desuden med at grundlægge en række andre projekter fx International Crocodile Rescue og Lyn Irwin Memorial Fund til minde om sin mor.
Irwin blev dog også kritiseret for sit arbejde. Den australske avis The Sydney Morning Herald hævdede således i 2002, at Irwin var dobbeltmoralsk i sin kamp for dyrs rettigheder, idet han kun fokuserede på dyr – som fx krokodiller – der er centrale i Australiens turisme.